# Handyman Saitou in Another World
Handyman Saitou in Another World (яп. 便利屋斎藤さん、異世界に行く, Benriya Saitō-san, Isekai ni Iku, Майстер на всі руки Сайто в іншому світі) — серія манґи, написана та проілюстрована Кадзутомо Ічітомо. Вона публікується онлайн на веб-сайті ComicWalker Kadokawa Shoten з жовтня 2018 року та була зібрана в дванадцять томів танкобонів. Аніме-телесеріал, створений C2C, транслювався з січня по березень 2023 року.

## Сюжет
Сайто, молодий майстер на всі руки з Японії, почувався недооціненим на своїй роботі, незважаючи на свої навички. Пригнічений несправедливим звільненням, він випадково потрапив під вантажівку, що мчала на великій швидкості, і був перенесений до фентезійного світу, де його прийняла до себе пригодницька група. Через особисті дивацтва членів групи, що заважали їхній ефективності, Сайто починає надавати їм допомогу: носить необхідні речі, зламує замки та надає життєво важливі нагадування, таким чином стаючи незамінним для своїх нових друзів.

## Персонажі
Сайто (яп. サイトウ, Saitō)
Сейю: Рьохей Кімура
Японський майстер на всі руки, який страждає від легкого комплексу неповноцінності, але є більш здібним, ніж сам усвідомлює. Професійно вправний в оцінюванні та ремонті предметів, а також у зламуванні замків, він стає ефективним злодієм у своїй пригодницькій групі.
Раельза (яп. ラエルザ, Raeruza)
Сейю: Файруз Ай
Прийомна донька Морлока, воїтелька і головний боєць пригодницької групи Сайто. Колишня дівчинка-рабиня, вона втратила батьків, коли вони жили в дикій місцевості, і жила з вовком, поки Морлок не знайшов її та не взяв під свою опіку. Вона дуже сором'язлива, а також боїться довгих, слизьких істот, зокрема вугрів. У неї з'являються почуття до Сайто після того, як вона стає свідком його навичок і особистості в дії, але вона занадто сором'язлива, щоб зізнатися йому в цьому.
Лафанпан (яп. ラファンパン, Rafanpan)
Сейю: Нао Тояма
Дівчина-фея місячного світла, клірик. Однак, хоча її магія зцілення та здатність перетворювати нежить дуже цінуються, вона бере плату за свої послуги, навіть від своїх друзів і союзників. Отримані таким чином золоті монети вона використовує як жертвоприношення Богині Місяця, яка прокляла її расу зменшуватися в розмірах, якщо не отримуватиме таких регулярних підношень.
Морлок (яп. モーロック, Mōrokku) / Бергхейм Хром (яп. ベルクハイム・クローム, Berukuhaimu Kurōmu)
Сейю: Чо
Маг пригодницької групи Сайто. Хоча він здібний у плані магічної сили, він страждає на деменцію, часто навіть забуваючи, на чиєму боці він насправді знаходиться, або правильну вимову для свого заклинання. Натякається, що його справжнє ім'я — Бергхейм Хром, і він втратив свої спогади через прокляття, коли понад двадцять років тому пішов досліджувати стару магію. Він також страждає від хронічного болю в спині і любить залицятися до будь-якої гарної жінки, яку зустрічає.
Мевена (яп. メヴェナ)
Сейю: Аяка Охаші
Жінка, власниця магазину, що постачає зброю та спорядження для авантюристів. Незважаючи на наївний вигляд, вона є проникливою та легко визнає справжню цінність будь-якого товару, що їй пропонують.
Гібунґуру (яп. ギブングル, Gibunguru)
Сейю: Коїчі Сома
Гном, який що незвично для його раси, володіє здатністю використовувати магію, що робить його природженим магом. Він стверджує, що був колишнім учнем Морлока, перш ніж останній, очевидно, втратив свої спогади.
Ліліза Лассенпоп (яп. リリーザ・ラッセンポップ, Rirīza Rassenpoppu)
Сейю: Юмірі Ханаморі
Жінка-мисливиця на магічних звірів.
Гібл (яп. ギーブル, Gīburu)
Сейю: Хіната Тадокоро
Партнер Лілізи
Френріл (яп. フランリル, Furanriru)
Сейю: Руріко Аокі
Френріл Ніл Арніл — вища ельфійка з — на відміну від більшості її роду — недорозвиненими магічними здібностями; тому вона обрала кар'єру бійця. Дуже конфронтаційна, вона любить вступати в ближній бій зі своїми фірмовими кігтями.
Нінія (яп. ニニア)
Сейю: Азуса Тадокоро
Супутниця Френріл, жінка-клірик з досить слабкими магічними здібностями. Вона фетишистка крові, і піклується про Френріл як про об'єкт любові, так і про засіб задоволення своїх бажань.
Кейнс (яп. カインズ, Kainzu)
Сейю: Йошіцугу Мацуока
Досить простий боєць, якого чиновники королівства називають героєм-ідолом.
Лічі (яп. ライチ, Raichi)
Сейю: Ю Серізава
Чаклунка середнього рівня з неприязню до рептилій, яку чиновники королівства називають героєм-ідолом.
Монпуй (яп. モンプイ)
Сейю: Чікара Хонда
Круглолиций, боягузливий і брехливий клірик, племінник верховного священика короля, якого чиновники королівства називають героєм-ідолом. Його справжнє ім'я — Монтіл Пюїтт (яп. モンティル・ピュイット, Montiru Pyuitto) яке однак зазвичай скорочується до наведеної вище форми. Пізніше він змінюється на краще після того, як подружився з Сайто та Героєм.
Кісуругі (яп. キスルギ)
Сейю: Джун Касама
Могутній ніндзя-вбивця, який володіє здатністю «тіньові пута», тобто паралізувати будь-кого, на чию тінь він наступить.
Примас (яп. プリマス, Purimasu)
Сейю: Шіорі Ідзава
Жадібна чорна кристалічна фея-маг, найкраща подруга Равелли та партнерка Кісуругі.
Равелла (яп. ラーヴェラ, Rāvera)
Сейю: Чіва Сайто
400-річна відьма, яка закохується в Кісуругі. Спочатку вона зберігала молодість завдяки прокляттю демона, але знову почала старіти після того, як закохалася в Кісуругі.

## Медіа

### Манґа
Манґа «Handyman Saitou in Another World» написана та проілюстрована Кадзутомо Ічітомо. Серія почала публікуватися онлайн на сайті ComicWalker видавництва Kadokawa Shoten у жовтні 2018 року. Станом на 23 грудня 2024 року, її було зібрано у дванадцять томів. На Anime NYC 2022, видавництво Yen Press оголосило про придбання ліцензії на публікацію манґи англійською мовою.

#### Томи
| №  | Дата виходу    | ISBN                   |
| -- | -------------- | ---------------------- |
| 1  | 22 липня 2019  | ISBN 978-4-04-065896-4 |
| 2  | 23 грудня 2019 | ISBN 978-4-04-064332-8 |
| 3  | 21 серпня 2020 | ISBN 978-4-04-064932-0 |
| 4  | 22 січня 2021  | ISBN 978-4-04-680144-9 |
| 5  | 23 червня 2021 | ISBN 978-4-04-680525-6 |
| 6  | 21 січня 2022  | ISBN 978-4-04-680927-8 |
| 7  | 23 липня 2022  | ISBN 978-4-04-681642-9 |
| 8  | 23 грудня 2022 | ISBN 978-4-04-682043-3 |
| 9  | 23 червня 2023 | ISBN 978-4-04-682415-8 |
| 10 | 22 грудня 2023 | ISBN 978-4-04-683057-9 |
| 11 | 22 липня 2024  | ISBN 978-4-04-683671-7 |
| 12 | 23 грудня 2024 | ISBN 978-4-04-684296-1 |

### Аніме
19 січня 2022 року було анонсовано аніме-телесеріал. Його виробництвом займалася студія C2C, режисером виступив Тошіюкі Кубука, сценарій написав Кента Іхара, дизайн персонажів розробила Йоко Танабе, а музику скомпонував Томотака Осумі. Серіал транслювався з 8 січня по 26 березня 2023 року на AT-X та інших телеканалах. Відкриваючу музичну тему, «kaleidoscope», виконала група Teary Planet, тоді як заключну тему, «Hidamari no Saido» (яп. ひだまりの彩度, «Насиченість сонячного місця»), виконала Konoco. Crunchyroll отримав ліцензію на показ серіалу.

#### Серії
| № серії | Назва серії | Режисер(и)         | Сценарист(и) | Режисер(и) анімації                            | Оригінальна дата показу |
| --- | --- | ------------------ | ------------ | ---------------------------------------------- | ----------------------- |
| 1 | «Майстер на всі руки Сайто» Транслітерація: «Benriya, Saitō-san» (яп. 便利屋、斎藤さん)                               | Кодзі Нагатомі     | Кента Іхара  | Тошіюкі Кубука                                 | 8 січня 2023            |
| Сайто, майстер на всі руки з Японії, перенесений до іншого світу, демонструє свою корисність пригодницькій групі, до якої він приєднався. До цієї групи входять Раельза — воїн, фея-жриця Лафанпан та літній чарівник Морлок. Решта епізоду містить короткі описи інших членів групи та світу, в якому опинився Сайто. | |                    |              |                                                |                         |
| 2 | «Що вміє Сайто» Транслітерація: «Saitō-san ga Dekiru Koto» (яп. 斎藤さんが出来ること)                                 | Цутому Ябукі       | Кента Іхара  | Хірокі Ікешіта                                 | 15 січня 2023           |
| Продовжуючи свої пригоди, Сайто виявляє, що навіть нове життя в іншому світі не обходиться без нещасних випадків та курйозних подій. Він вбиває — і готує — гідро-вугра після того, як фобія Раельзи до слизьких істот не дозволяє їй битися з ним. З'являються Френріл та Нінія. Мадерака, король королівства, стає другом обезголовленої, але все ще живої голови Короля Демонів Дорга. Сайто дізнається про прокляття, яке Богиня Місяця наклала на народ Лафанпан, і його рятує від смерті Раельза після того, як він допомагає перемогти залізного голема. | |                    |              |                                                |                         |
| 3 | «Авантюристи у Великому Лабіринті» Транслітерація: «Dai Meikyū no Bōkensha-tachi» (яп. 大迷宮の冒険者たち)            | Сатоші Сага        | Кента Іхара  | Тошіюкі Кубука, Хірокі Ікешіта, Кодзі Нагатомі | 22 січня 2023           |
| Цей епізод — це збірка коротких історій, що детально описують певні особливості іншого світу та його мешканців, зокрема те, як пригоди в мирному королівстві вплинули на соціальні та політичні динаміки. Радники короля формують групу героїв-ідолів. Представлені асасин Кісуругі та відьма Лавелла. Сайто знайомиться з Донбайном, відлюдним майстром-ковалем-гномом, легко зламавши його двері з 108 замками. У Великому Лабіринті, головному місці пригод королівства, Сайто знаходить як робота пилососа із Землі, так і прихований прохід, який веде до ще недослідженої частини підземель, тим самим відроджуючи занепадаючий пригодницький бізнес королівства. | |                    |              |                                                |                         |
| 4 | «Світанок нової ери» Транслітерація: «Atarashii Jidai no Makuake» (яп. 新しい時代の幕開け)                            | Тадахіто Мацубаяші | Кента Іхара  | Йоріясу Когава                                 | 29 січня 2023           |
| Дорг і міністр Мадераки є одними з перших, хто занурюється в оновлений Лабіринт, але пізніше на них нападає і тимчасово вбиває Кісуругі. Група Сайто зустрічається з королівською групою героїв-ідолів та пригодницьким дуетом Лілізи і Гібла, а у Раельзи розвивається суперництво з Френріл. Заглиблюючись у Лабіринт, Сайто натрапляє на печеру, заповнену артефактами з усіх епох і культур Землі; на них нападають Кісуругі та Примас, але їх рятує Гібунґуру, який потім звертається до Морлока як до свого колишнього наставника. | |                    |              |                                                |                         |
| 5 | «Ніндзя та Відьма» Транслітерація: «Ninja to Majo» (яп. 忍者と魔女)                                                   | Юсаку Саотоме      | Кента Іхара  | Хірокі Ікешіта, Шінпей Нагаї                   | 5 лютого 2023           |
| Виявляється, Морлок страждає на ймовірну амнезію, можливо, через вплив забороненої магії, яку він намагався дослідити 20 років тому. Перш ніж Гібунґуру встигає ще більше розворушити пам'ять мага, на групу нападає Кісуругі, який відчайдушно шукає стародавню магію часу, приховану всередині Лабіринту, щоб врятувати Лавеллу від смерті через старість. Ніндзя зупиняють Ліліза, Гібл, Френріл, Нінія та герої-ідоли. Щоб допомогти Равеллі, Примас відриває власні крила, щоб вивільнити накопичену в них магію, перетворивши їх усіх на могутнього темного духа. | |                    |              |                                                |                         |
| 6 | «Спогади старого чаклуна» Транслітерація: «Rō Majutsushi no Kioku» (яп. 老魔術師の記憶)                               | Цутому Ябукі       | Кента Іхара  | Цутому Ябукі                                   | 12 лютого 2023          |
| Авантюристи об'єднуються, щоб протистояти спільній загрозі, але не можуть завдати шкоди темному духу. Сайто згадує, як знайшов таємну магічну формулу, яка може маніпулювати часом, в одній із книг Морлока. Виявляється, Морлок, у своєму прагненні бути визнаним великим магом, втратив доньку через сильну лихоманку, знехтувавши нею. Потім він увійшов до Великого Лабіринту, щоб знайти Крома, легендарного мага, який створив магію часу, щоб повернути свою доньку до життя, але програв свій виклик, після чого Кром позбавив його спогадів. Припускаючи, що саме Морлок покликав його в цей світ, Сайто допомагає старому чаклуну в застосуванні заклинання, яке заморожує всіх, крім Морлока, у часі. | |                    |              |                                                |                         |
| 7 | «Екстремальний контакт» Транслітерація: «Kyokugen no Sesshoku» (яп. 極限の接触)                                       | Кодзі Нагатомі     | Кента Іхара  | Кагецу Айзава                                  | 19 лютого 2023          |
| За 100 секунд, які дарувало йому закляття зупинки часу, Морлок намагається знищити темного духа, але натомість отримує розуміння його мотивів і скасовує магію, розділяючи їх на окремі сутності та даючи їм шанс спокутувати провину. До них приєднуються відроджений Дорг та Королівський міністр, і Морлок змушений розвіяти надії Кісуругі, пояснюючи, що Кром покинув цей світ, втомившись від нього. Міністр пояснює, що Король Мадерака може відновити молодість Лавелли, якщо пожертвувати життям, пов'язаним з нею. Знаючи, що йому все одно загрожує смертна кара за його вбивства, Кісуругі жертвує собою, і за згодою інших авантюристів, Міністр і Дорг забирають Кісуругі з собою. | |                    |              |                                                |                         |
| 8 | «Що я отримав від битви» Транслітерація: «Tatakai de Eta Mono» (яп. 戦いで得たもの)                                   | Хірокі Ікешіта     | Кента Іхара  | Тецуя Ендо                                     | 26 лютого 2023          |
| Замість того, щоб бути вбитими, Кісуругі та Примас залишаються покаліченими, поки їхня пожертвувана життєва сутність не відновлює молодість Лавелли, але вона втрачає пам'ять. Збираючись залишити її на самоті, Кісуругі отримує догану від Примас, що надихає його почати нове життя поруч із Лавеллою. У Лабіринті, інші світові артефакти, створені Кромом, конфіскуються короною, але Морлок відновлює частину своїх спогадів, включаючи те, як він випадково викликав Сайто в цей світ. Оскільки шанси повернути його на Землю дуже малі, і йому все одно ні до чого повертатися, Сайто вирішує залишитися в цьому світі, а Раельза зізнається йому у своїх почуттях. Однак одразу після цього Морлока кусає отруйний монстр, і він невдовзі помирає.                                                                     | |                    |              |                                                |                         |
| 9 | «Сумний воїн-пес» Транслітерація: «Kanashiki Inu no Senshi» (яп. 悲しき犬の戦士)                                      | Юсаку Саотоме      | Кента Іхара  | Кагецу Айзава                                  | 5 березня 2023          |
| Демонічний вовк, закохавшись у білу вовчицю, яка була вбита за наказом його господаря, залишивши єдине вовченя як їхнє потомство, вигнав себе в смертний світ. Морлок напрочуд піднімається зі своєї могили завдяки одноразовому закляттю воскресіння, яке він наклав на себе давно, але повертається в формі нежиті, оскільки демонічний вовк пожер одну з частин його тіла, зробивши магію неповною. Гібунґуру допомагає зі щоденником свого колишнього господаря, в якому зазначено, що частину тіла необхідно повернути, щоб закляття було успішним. Поки вони шукають демонічного вовка, Морлок розповідає, як Раельза втратила батьків і потрапила до нього, і просить Сайто піклуватися про неї, якщо він не виживе. | |                    |              |                                                |                         |
| 10 | «Мисливець демонічного світу» Транслітерація: «Makai no Tsuisekisha» (яп. 魔界の追跡者)                               | Кадзунобу Шімізу   | Кента Іхара  | Шінпей Нагаї                                   | 12 березня 2023         |
| Охоплений божевіллям від магічної енергії в плоті Морлока, демонічний вовк нападає і ранить Сайто та Морлока. Раельзі вдається поранити його, але поява його цуценяти повертає його до тями, і він просить Раельзу вбити його. Поплічник колишнього господаря вовка прибуває, щоб повернути його до підземного царства, але Сайто, Раельза та Лафанпан борються з ним, доки сам демон-лорд не прибуває, щоб заволодіти магією Морлока. Коли Раельза вступає з ним у бій і опиняється в небезпеці, Сайто підносить тіло Морлока близько до демонічного вовка, а потім втручається, щоб врятувати її. Морлок просить вовка повернути його магію в обмін на догляд за вовченям. Повністю відновлений, Морлок перемагає демона; але коли він з'являється перед своїми супутниками, у нього раптом з'являються собачі вуха та хвіст. | |                    |              |                                                |                         |
| 11 | «Фінальна битва» Транслітерація: «Saishū Kessen» (яп. 最終決戦)                                                       | Хіро Окі           | Кента Іхара  | Такаюкі Інагакі                                | 19 березня 2023         |
| Завдяки своїй магії, поєднаній із сутністю демонічного вовка, Морлок тимчасово відновлює свою молодість і вступає в бій із демоном-лордом, коли той негайно повертається для помсти. Демон виявляється занадто сильним навіть для наймогутнішої магії, яку може викликати Морлок, але перш ніж він зможе напасти на супутників, втручається вовченя і вбиває його. Не бажаючи залишати цуценя без батька, Морлок повертає сутність вовка, щоб звільнити його від рабства демона-лорда, віддаючи свою життєву силу для його відновлення. З вдячності демонічний вовк пропонує одного дня відплатити борг, на що скорботна Раельза відмовляється. | |                    |              |                                                |                         |
| 12 | «Той, хто цього найбільше потребує» Транслітерація: «Ichiban Hitsuyō Toshite Iru Hito» (яп. いちばん必要としている人) | Кодзі Нагатомі     | Кента Іхара  | Сіндзі Ішіхіра                                 | 26 березня 2023         |
| Наступного дня Сайто прокидається від своїх травм і виявляє, що Морлок повністю одужав, і він нарешті усвідомлює власні почуття до Раельзи. В іншому, його життя авантюриста повертається майже до норми, за винятком кількох несподіваних нових подій. Найважливішими з них є те, що Сайто нарешті здобув більшу впевненість у собі, і що його подвиги зробили його настільки відомим, що всі його друзі та люди в королівстві починають звертатися до нього та просити про його навички майстра на всі руки, змушуючи його нарешті відчути себе реалізованим. | |                    |              |                                                |                         |